# Albrekt I (tysk kung)

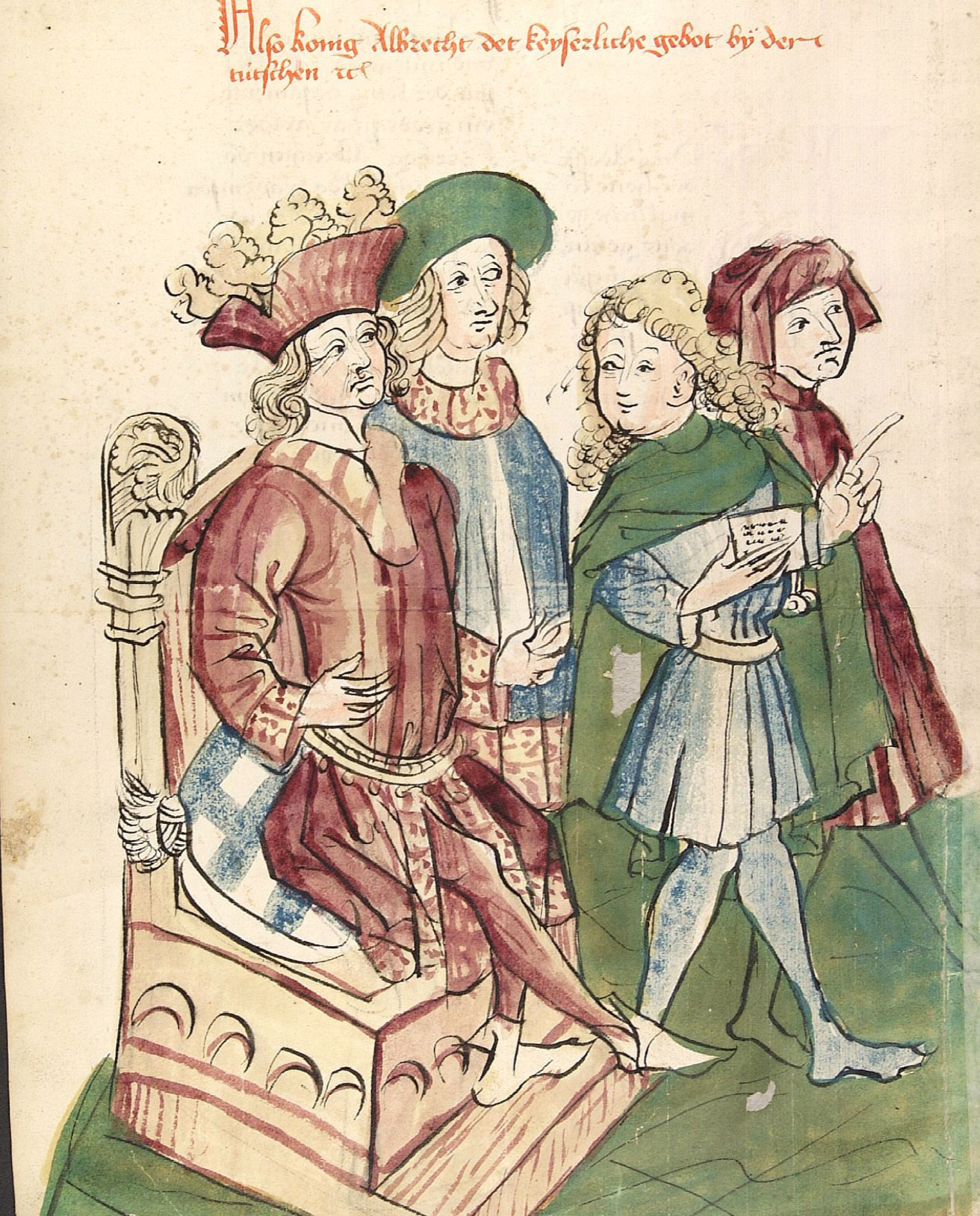
Kung Albrekt skickar ett sändebud till påven. Okänd konstnär.

Albrekt I, född cirka 1250, död 1 maj 1308, var tysk kung 1298–1308. Han var son till Rudolf I och Gertrud av Hohenberg samt gift (1274) med Elisabeth av Göritz. Han var den andre härskaren över Tysk-romerska riket av huset Habsburg.

## Biografi
Av sin far erhöll han som län Österrike med mera tillsammans med sin bror, men vid faderns bortgång 1291 lyckades han inte bli vald till tysk kung. Understödd av riksfurstarna inledde han 1298 ett krig mot Adolf av Nassau, Rudolf I:s efterträdare, och sedan denne stupat valdes Albrekt till kung.
Som nyvald kung rikade han sin uppmärksamhet mot västra Tyskland. År 1299 utslocknade grevarna av Hollands ätt och Albrekt ämnade dra in deras arvland, grevskapen Holland, Zeeland och Friesland, till riket. Men här mötte han motstånd av Filip av Frankrike, som understödde huset Hennegaus anspråk på dessa besittningar. Albrekt företog ett fälttåg till Holland, men inom riket uppkom förvecklingar som snart kallade honom tillbaka från denna skådeplats.
Det var de rhenska kurfurstarna som kallade tillbaka Albrekt från väster. De beskyllde honom för mord på sin företrädare Adolf och försökte få stöd mot kungen från påve Bonifacius VIII. Albrekt inskred mot de rebelliska riksmedlemmarna genom en riksrätt. Redan på sin första allmänna hovdag i Nürnberg hade Albrekt proklamerat som sitt mål att återkräva de riksdomäner som gått förlorade samt att avskaffa olagligt upptagna tullar. Men nu upphävde han de många Rhentullar som de rhenska kurfurstarna besvärade trafiken på floden med. Detta steg tillförsäkrade honom ett starkt stöd från borgarståndet och de små dynasterna. Kungen reste sig sedan till motstånd mot kurfurstarna och tvingade dem till underkastelse i ett flertal fälttåg, under vilka han ödelade deras områden och stormade och intog deras fasta platser (1301 och 1302). De besegrade tvingades ge tillbaka alla riket avhända gods samt avskaffa tullarna. Kungens triumf blev fullständig då han kort därpå, i april 1303, erkändes av påven, som under tiden råkat i förbittrad strid med Frankrike. I juli 1303 svor Albrekt den heliga stolen trohet.
Därpå drogs Albrekts uppmärksamhet mot öster på grund av Wenzel av Böhmens försök att återupprätta den böhmiska stormakt som Rudolf tidigare lagt i spillror. År 1301 dog kung Andreas III av Ungern, den siste av árpádernas ätt, och ett parti i landet erbjöd kung Wenzel den lediga kronan. Han antog den ungerska kronan för sin son Wenzel III:s räkning, vars kröning ägde rum i Stuhlweissenburg. Dock kom han aldrig i besittning av härskarmakten. Bonifacius, som gjorde anspråk på rätten att bestämma över Ungern såsom en förläning av den heliga stolen, stödde prins Karl Robert av Anjou-Neapel, den näst siste árpádiske kungens systerson, som kandidat till tronen. Albrekt tog samma parti, dels för att inte Wenzel skulle bli alltför mäktig, dels för att göra påven en tjänst. Men han nöjde sig inte med att avlägsna den unge Wenzel från Ungern, utan krävde även att Polen utlämnande fadern. Albrekt gjorde som romersk kung även anspråk på en andel i avkastningen av de nyupptäckta silvergruvorna i Kuttenberg i Böhmen.
För att ge eftertryck åt sina krav inföll Albrekt med en väpnad styrka i Böhmen men hejdades av de kuttenbergska bergsmännen, som satte sig till hårdnackat motvärn. Under tiden hade Wenzel II dött den 21 juni 1305, och hans omyndige son Wenzel III mördades ett år senare. Han var den siste ättlingen på manssidan av Przemysliderna. Landets nationella parti uppmanade nu hertig Henrik av Kärnten, gift med Wenzel II:s äldre dotter Anna, att inta den lediga tronen. Kung Albrekt gav å andra sidan Böhmen i förläning åt sin egen son Rudolf och gifte bort denne med kung Wenzel II:s änka. Albrekt rustade sig också till nya erövringar för sitt hus. Han återupptog nu Adolfs thüringska planer. Den gamle lantgreven Albrekt II av Meissen tvingades på nytt erkänna det köpekontrakt han ingått med den tidigare kungen. Men sönerna Fredrik och Diezmann vägrade acceptera detta och tillfogade i ett öppet fältslag vid Lucka de kungliga ett nytt, kännbart nederlag (1307), som hade till följd att lantgreven Fredrik fick fast fot även i Meissen.
Vid samma tid störtade det habsburgska herraväldets maktbyggnad i Böhmen samman, den unge kung Rudolf dog och det kärntska partiet fick överhand i landet. Albrekt skyndade till med militärmakt, men kunde inget uträtta. Dock lät han inte sina planer falla, utan genomförde en omfattande upprustning till följande år. Men en dolk gav sakerna en helt annan vändning. Kungen mördades den 1 maj 1308 av Johannes Parricida, son till hans bror Rudolf i dennes äktenskap med Ottokars dotter. Albrekt hade till förmån för sina egna söner trängt sin brorson i bakgrunden och bara givit honom en viss andel i förvaltningen av stamgodsen; på så sätt föll han offer för sina egna dynastiska planer.
För det tyska rikets vidkommande är mordet på Albrekt epokbildande i det att upprättandet av en verklig konungamakt i Tyskland omintetgjordes, denna gång liksom för framtiden. Ända till Karl V har ingen av Albrekts efterföljare vunnit så stora framgångar över de territoriella maktinnehavarna som han själv.

## Barn
1. Agnes (1281–1364)
2. Rudolf I av Böhmen (1282–1307)
3. Fredrik den sköne (1289–1330)
4. Leopold I, hertig av Österrike (1290–1326)
5. Albrekt II, hertig av Österrike (1298–1358)
6. Otto, hertig av Österrike (1301–1339)
7. Meinhard (1300–1309)
8. Anna (död 1327), gift 1295 med markgreve Herman III av Brandenburg-Salzwedel
9. Katarina (död 1323)
10. Gutta (död 1329)
11. Elisabeth (död 1353)
12. Henrik (död 1327)